# كارول إل. كوبيرن
كارول إل. كوبيرن هو سياسي أمريكي، ولد في 23 فبراير 1907 في إيست مونبلير في الولايات المتحدة، وتوفي في 10 أبريل 1975 في برلين في الولايات المتحدة. نشط حزبياً في Vermont Republican Party ‏ والحزب الجمهوري. وقد انتخب عضو مجلس ولاية فيرمونت ‏ (1943 – 1949) وانتخب عضو مجلس نواب فيرمونت ‏ (1939 – 1943) وانتخب President pro tempore of the Vermont Senate ‏ (1947 – 1949).